# 雅克·福艾
雅克·福艾（Jacques Fauvet，1914年—2002年），法国记者，曾任《世界报》（Le Monde）总编和法国信息自由委员会（CNIL）主席。
雅克·福艾于1914年6月9日出生于巴黎。法律学士。1937年成为位于南锡市的《东部共和报》的记者。1939年作为士官应征参战，1940年至1945年期间作为战俘被关押在德国俘虏营。
1945年6月返回巴黎即成为《世界报》政治版记者。1948年成为该版的负责编辑，1958年成为报纸的副责任编辑，1963年成为责任编辑。1968年他成为报社经理并随后担任报社主编直至1982年卸任。
1980年11月，司法部部长阿兰佩里菲特控告他为五篇文章负责，理由是‘损害大法官威信’。他的罪名于1981年法国总统大选时得到赦免。
1983年11月至1984年12月，他被任命为国家图书馆的行政处长。其后担任联合国教科文组织法国委员会副主席，任期至1991年。
雅克·福艾的政治立场备受争议。特别被怀疑于苏维埃政府和共产主义来往密切。让·佛朗索·雷弗称他是法国共产党的伙伴。
雅克·福艾于2002年6月1日在巴黎去世，87岁。